# George Minot
George Richards Minot (Boston (Massachusetts), 2 december 1885 – aldaar, 25 februari 1950) was een Amerikaans hematoloog en arts. Hij kreeg in 1934 de Nobelprijs voor Fysiologie of Geneeskunde samen met William Murphy en George Whipple voor hun studie naar bloedarmoede (anemie).

## Biografie
George Minot was de oudste van de drie zonen van James Jackson Minot (1853-1938) en Elizabeth Whitney Minot (1860-1903). De Minots waren een oude, invloedrijke familie van Boston. Zijn vader was arts, net als enkele andere familieleden. Als kind had George een zwakke gezondheid waardoor hij een groot deel van zijn kinderjaren in bed moest doorbrengen maar groeide sterker naarmate hij ouder werd. In 1904 ging hij naar Harvard College en studeerde vier jaar later af. Vervolgens stroomde hij door naar de Harvard Medical School, waar hij in 1912 zijn mastergraad behaalde.
Na zijn studie werd hij docent geneeskunde aan de Johns Hopkins-universiteit (1913-15) voordat hij als docent terugkeerde naar Harvard. Van 1928 tot 1947 was hij hoogleraar medicijnen aan de Harvard Medical School. Minot was gehuwd met Marian Linzee Weld (1890-1979), die zijn buurmeisje was tijdens zijn jeugd. Samen kregen ze twee dochters (Marian Linze en Elizabeth Whitney) en een zoon (Charles Sedgwick) die net als zijn vader ook arts werd.

## Levertherapie
Nadat de Amerikaanse patholoog George Whipple ontdekt had dat honden die aan pernicieuze anemie leden, door hen rauwe lever te voeren konden genezen, beschreven George Minot en William Murphy in 1926 een ook bij mensen werkzame "antipernicieuze factor" in rauwe lever, die bij honden en mensen de tot dan toe dodelijke pernicieuze anemie kon genezen. Pas in 1948 werd de eigenlijke werkzame stof geïsoleerd: vitamine B12.
1901: Behring · 
1902: Ross · 
1903: Finsen · 
1904: Pavlov · 
1905: Koch · 
1906: Golgi, Ramón y Cajal · 
1907: Laveran · 
1908: Mechnikov, Ehrlich · 
1909: Kocher · 
1910: Kossel · 
1911: Gullstrand · 
1912: Carrel · 
1913: Richet ·
1914: Bárány · 
1919: Bordet · 
1920: Krogh · 
1922: Hill, Meyerhof · 
1923: Banting, Macleod · 
1924: Einthoven ·
1926: Fibiger · 
1927: Wagner-Jauregg · 
1928: Nicolle · 
1929: Eijkman, Hopkins · 
1930: Landsteiner · 
1931: Warburg · 
1932: Sherrington, Adrian · 
1933: Morgan · 
1934: Whipple, Minot, Murphy · 
1935: Spemann · 
1936: Dale, Loewi · 
1937: Szent-Györgyi · 
1938: Heymans · 
1939: Domagk · 
1943: Dam, Doisy · 
1944: Erlanger, Gasser · 
1945: Fleming, Chain, Florey · 
1946: Muller · 
1947: C. Cori, G. Cori, Houssay · 
1948: Müller · 
1949: Hess, Moniz · 
1950: Kendall, Reichstein, Hench · 
1951: Theiler · 
1952: Waksman · 
1953: Krebs,Lipmann ·
1954: Enders, Weller, Robbins · 
1955: Theorell · 
1956: Cournand, Forssmann, Richards · 
1957: Bovet · 
1958: Beadle, Tatum, Lederberg · 
1959: Ochoa, Kornberg · 
1960: Burnet, Medawar · 
1961: Békésy · 
1962: Crick, Watson, Wilkins · 
1963: Eccles, Hodgkin, Huxley · 
1964: Bloch, Lynen · 
1965: Jacob, Lwoff, Monod · 
1966: Rous, Huggins · 
1967: Granit, Hartline, Wald · 
1968: Holley, Khorana, Nirenberg · 
1969: Delbrück, Hershey, Luria · 
1970: Katz, Euler, Axelrod · 
1971: Sutherland · 
1972: Edelman, Porter · 
1973: Frisch, Lorenz, Tinbergen · 
1974: Claude, De Duve, Palade · 
1975: Baltimore, Dulbecco, Temin ·
1976: Blumberg, Gajdusek · 
1977: Guillemin, Schally, Yalow · 
1978: Arber, Nathans, Smith · 
1979: Cormack, Hounsfield · 
1980: Benacerraf, Dausset, Snell · 
1981: Sperry, Hubel, Wiesel · 
1982: Bergström, Samuelsson, Vane · 
1983: McClintock · 
1984: Jerne, Köhler, Milstein · 
1985: Brown, Goldstein · 
1986: Cohen, Levi-Montalcini · 
1987: Tonegawa · 
1988: Black, Elion, Hitchings · 
1989: Bishop, Varmus · 
1990: Murray, Thomas · 
1991: Neher, Sakmann · 
1992: Fischer, Krebs · 
1993: Roberts, Sharp · 
1994: Gilman, Rodbell · 
1995: Lewis, Nüsslein-Volhard, Wieschaus · 
1996: Doherty, Zinkernagel · 
1997: Prusiner · 
1998: Furchgott, Ignarro, Murad · 
1999: Blobel · 
2000: Carlsson, Greengard, Kandel ·
2001: Hartwell, Hunt, Nurse · 
2002: Brenner, Horvitz, Sulston · 
2003: Lauterbur, Mansfield · 
2004: Axel, Buck · 
2005: Marshall, Warren ·
2006: Fire, Mello ·
2007: Capecchi, Smithies, Evans ·
2008: Zur Hausen, Barré–Sinoussi, Montagnier ·
2009: Blackburn, Greider, Szostak ·
2010: Edwards ·
2011: Beutler, Hoffmann, Steinman ·
2012: Gurdon, Yamanaka ·
2013: Rothman, Schekman, Südhof ·
2014: O'Keefe, Moser, Moser ·
2015: Campbell, Omura, Tu ·
2016: Osumi ·
2017: Hall, Rosbash, Young ·
2018: Allison, Honjo ·
2019: Kaelin, Ratcliffe, Semenza ·
2020: Alter, Houghton, Rice ·
2021: Julius, Patapoutian ·
2022: Pääbo ·
2023: Karikó, Weissman ·
2024: Ambros, Ruvkun